# Pharen d'Achtichat
Pharen ou Pharnerseh d'Achtichat ou Achtichatsi (en arménien Փառեն Աշտիշատցի) est catholicos de l'Église apostolique arménienne de 348 à 352.

## Biographie
Pharen apparaît dans l'histoire arménienne en tant que religieux du martyrium de Saint-Karapet, près d'Achtichat, au Taron. Parent du catholicos précédent, Houssik Ier Parthev, il succède à ce dernier sur le trône catholicossal après son assassinat sur ordre du roi Tigrane VII et le refus de ses deux fils de lui succéder. Comme ses prédécesseurs, il est consacré à Césarée de Cappadoce.
Fauste de Byzance rapporte qu'à l'inverse de Houssik, Pharen se garde de provoquer la colère du roi en s'abstenant de le critiquer. Chahak de Manazkert lui succède en 352.